# Jackie (film, 1921)
Pour les articles homonymes, voir Jackie.
Pour plus de détails, voir Fiche technique et Distribution.
Jackie est un film muet américain de John Ford, sorti en 1921.

## Synopsis
Jacqueline, une fille orpheline d'un célèbre danseur russe, a été élevée par une femme française qui dirige une école de danse bon marché. Appelée Jackie pour faire court, sa mère adoptive la contracte avec un showman rugueux et grossier, Bill Bowman (Carter), qui la traite mal. Lorsque Bill essaie de se frayer un chemin dans sa chambre, il est frappé par Benny (Stone), un infirme. Jackie et Benny retournent à Londres où ils rencontrent accidentellement Mervyn Carter (Scott), qui s'était déjà lié d'amitié avec Jackie.
Mervyn fait en sorte que Benny soit envoyé à l'hôpital et Jackie à un maître de danse renommé. Elle obtient un rôle dans un spectacle londonien et se fiance avec Mervyn. Bill se présente et exige que Jackie revienne avec lui jusqu'à ce que son contrat soit rempli. Elle se rachète du contrat en payant la facture de 500 livres, et épouse finalement Mervyn.

## Fiche technique
- Titre original : Jackie
- Réalisation : John Ford
- Scénario : Dorothy Yost, d'après le roman éponyme de Helena Buczynska
- Photographie : George Schneiderman
- Production : William Fox
- Société de production : Fox Film Corporation
- Société de distribution : Fox Film Corporation
- Pays de production :  États-Unis
- Langue originale : anglais
- Format : noir et blanc — 35 mm — 1,33:1 — Muet
- Durée : 50 minutes ? (5 bobines)
- Date de sortie :
  - États-Unis : 27 novembre 1921

## Distribution
- Shirley Mason : Jackie
- William Scott : Mervyn Carter
- Harry Carter : Bill Bowman
- George Stone : Benny
- John Cook : Winter
- Elsie Bambrick : Millie

## Autour du film
- ce film est considéré comme perdu, selon Silent Era